# Hansje in de kelder

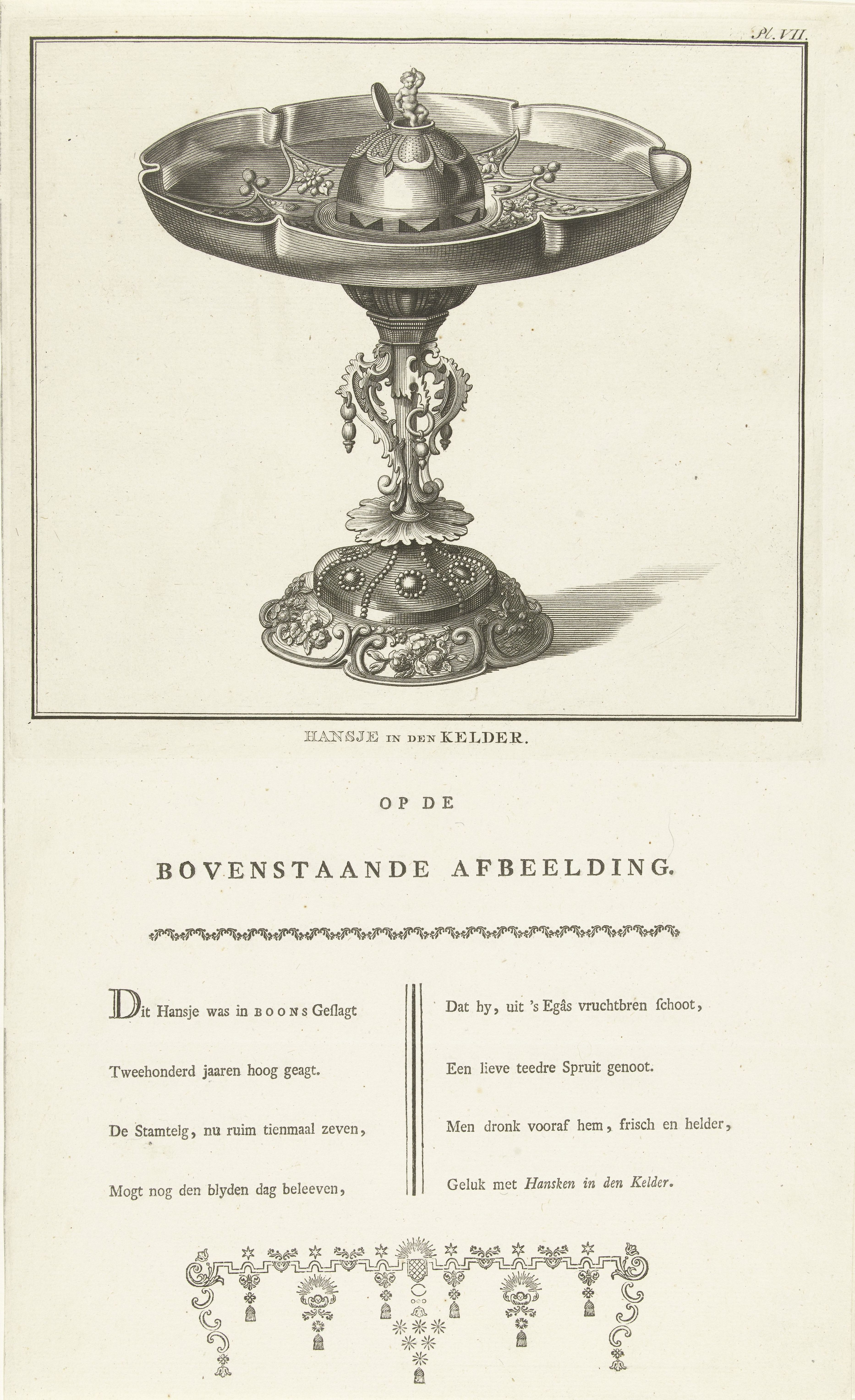
Hansje in de kelder uit de eerste helft 17de eeuw

Hansje in de kelder is de benaming voor een zilveren, aardewerken of glazen drinkschaal, of bokaal, een zogenaamde tazza, waarbij onder een verhoogde platte bodem, waaruit gedronken wordt, een halve bol is te vinden. Deze halve bol, waarin de drank wordt gegoten, wordt afgesloten met een dekseltje, waarop een beeldje van een kind is te vinden. Dit beeldje wordt gedragen door een vlotter, zodanig dat als er drank in de schaal wordt gegoten, dit beeldje omhoog komt en zo het dekseltje open drukt. De symbolische betekenis hiervan is dat het kindje tevoorschijn komt uit de moederschoot (kelder).
In de zeventiende eeuw was het in Nederland een gebruikelijk geschenk aan aanstaande moeders, of hij werd door aanstaande moeders getoond aan het bezoek om zonder woorden aan te geven dat er een kind op komst was. In diverse streken had hij een iets andere naam, zoals Maeiken in 't schapraeiken (Vlaanderen), 't kindeken in 't spindeken of wel 't kinneken in 't spinneken. Ook in omringende landen was deze drinkschaal en de daarbij behorende gewoonte wel bekend: Duits: Hansel im Keller, Engels: Jack in the cellar, Deens: lille Hans i kjelderen.